# Louis de Foucauld de Lardimalie
Pour les articles homonymes, voir Foucauld.
Pour les autres membres de la famille, voir Famille de Foucauld (Périgord).
Louis de Foucauld, marquis de Lardimalie (29 novembre 1735, château de Lardimalie - 2 mai 1805, château de Lardimalie), est un militaire et homme politique français.

## Biographie
Né au château de Lardimalie à Saint-Pierre-de-Chignac, il est reçu de minorité dans l'ordre de Saint-Jean de Jérusalem le 24 mai 1762 mais ne fait jamais ses caravanes et ne prononce jamais ses vœux de frère-chevalier de l'Ordre.
Entré de bonne heure au service, il est capitaine dans les chasseurs du Hainaut, lorsqu'il est élu député de la noblesse aux États généraux par la sénéchaussée du Périgord. 
Le marquis de Foucauld défend avec fermeté l'Ancien Régime. Il se fait remarquer dans l'Assemblée par ses boutades. Il s'indigne contre les courtisans qui abandonnent le roi après avoir reçu ses bienfaits. Dans la séance du 7, il vote contre l'emprunt proposé par Necker et déclare qu'il engage ses commettants jusqu'à concurrence de six cent mille livres, montant de toute sa fortune personnelle. Le 10 septembre, il fait écarter une adresse de la ville de Rennes sur le veto royal. Il s'efforce de justifier l'émigration de ceux que « leur zèle pour la monarchie et la religion, disait-il, exposait à de cruelles persécutions ». Il se prononce pour la justice gratuite. Il demande que, puisqu'on fonde le cens sur le revenu, les femmes soient admises à voter par procureur. Il réclame pour les jésuites, à la suite de Lavie, et de concert avec l'abbé de Montesquiou et Barnave, un traitement égal à celui qui était accordé aux autres religieux . Il fait adopter un projet de banque territoriale[réf. nécessaire]. Le 13 avril 1790, il insiste, sans succès, pour que la religion catholique soit déclarée nationale. Le 28 août, il est inculpé, dans l'affaire de l'abbé Perrotin de Barmond, son ami, et de Bonne-Savardin, pour avoir donné asile à ce dernier et favorisé sa fuite; il déclare qu'il accepte l'accusation et que, dans toute circonstance semblable, on le trouvera invariablement le même. 
Exaspéré par les progrès de l'idée révolutionnaire, il attaque le côté gauche" de l'assemblée et invective ses collègues. Dans la séance orageuse du 18 septembre, menacé d'être envoyé à l'Abbaye, il tient tête ; il s'associe aux violences de langage de son ami de Faucigny-Lucinge; il quitte son banc, la canne à la main, en se dirigeant vers ses collègues de la majorité. Il demande des poursuites contre les auteurs de la journée du 6 octobre 1789, et fait d'inutiles efforts, avec Cazalès, le 21 octobre 1790, pour que le drapeau tricolore ne soit pas substitué au drapeau blanc. Le 4 janvier 1791, il parle en faveur des ecclésiastiques qui refusent le serment.  Le 21, il sort de la salle pour ne point prendre part à la discussion sur la constitution civile du clergé. Le 16 février, il attire l'attention de l'Assemblée sur les troubles du Périgord et du Quercy, et déclare incidemment qu'il ne croit pas à la prophétie faite à la tribune. Il combat ensuite la loi sur le duel, et est un des membres les plus obstinés à réclamer la suppression des clubs et de toutes les sociétés populaires. Le 8 août, il fait entendre de nouvelles protestations contre ce qu'il appelle les empiétements sur l'autorité royale, et, dans la séance du 18 du même mois, il interpelle vivement le président de l'Assemblée en lui reprochant d'avoir rendu, pour ainsi dire, à lui seul, le décret assurant des récompenses aux hommes qui ont arrêté le roi à Varennes. Enfin le marquis de Foucauld est un des signataires des protestations des 12 et 15 septembre 1791.  
Il émigre après la session. Il sert à l'armée des princes en 1792, puis en 1793, passe à celle de Condé. Il est employé comme officier dans les gardes nobles, et fait toutes les campagnes de l'émigration.
Il revient en Périgord en 1801. Il fait réparer son château de Lardimalie. Un accident hâte la fin de ses jours. Les maçons ayant refusé de monter l'escalier d'une terrasse qui menace ruine, il les traite de poltrons, et veut braver lui-même le danger. Mais l'édifice s'écroule, et il est enseveli sous les décombres, le 2 mai 1805.